# 不蘭奚
不蘭奚（?—?），元朝大臣，元成宗时中书平章政事。
元成宗大德四年（1300年）四月，以中书省断事官不蘭奚为平章政事。大德五年（1301年），六月，宋隆济率军攻贵州，知州张怀德战死，于穷谷中围困刘深；梁王派遣云南行省参政不蘭奚将兵相救，斩首五百级。元顺帝至元四年（1338年），宣政院使不蘭奚七十岁致仕，授大司徒，给全俸终身。